# A Bunch of Keys
A Bunch of Keys è un film muto del 1915 diretto da Richard Foster Baker. La sceneggiatura è basata su un lavoro teatrale di Charles Hale Hoyt (1859-1900) che prima di diventare commediografo era stato critico per il Boston Post.

## Produzione
Il film, prodotto dalla Essanay Film Manufacturing Company, venne girato nel Michigan.

## Distribuzione
Distribuito dalla V-L-S-E, il film uscì nelle sale cinematografiche USA il 16 agosto 1915.